# 維夫西亞 (科佐瓦區)
49°22′25″N 25°13′57″E / 49.37361°N 25.23250°E
維夫西亞（烏克蘭語：Вівся）是位於烏克蘭西部特諾皮爾州裏特諾皮爾區的村莊，始建於1785年，面積0.22平方公里，2001年人口900，人口密度每平方公里4,109.6人。